# Ute Höpfner
Ute Höpfner (Berlín, RDA, 16 de noviembre de 1979) es una deportista alemana que compitió en vela en la clase Yngling.
Ganó dos medallas en el Campeonato Mundial de Yngling, plata en 2006 y bronce en 2008, y una medalla de bronce en el Campeonato Europeo de Yngling de 2006. Participó en los Juegos Olímpicos de Pekín 2008, ocupando el cuarto lugar en la clase Yngling.

## Palmarés internacional
| \| Campeonato Mundial \| Campeonato Mundial \| Campeonato Mundial \| Campeonato Mundial \| \| Año \| Lugar \| Medalla \| Clase \| \| ------------------ \| ------------------------ \| ------------------ \| ------------------ \| \| 2006 \| La Rochelle (Francia) \| Medalla de plata \| Yngling \| \| 2008 \| Miami (Estados Unidos) \| Medalla de bronce \| Yngling \| \| Campeonato Europeo \| \| \| \| \| Año \| Lugar \| Medalla \| Clase \| \| 2006 \| Medemblik (Países Bajos) \| Medalla de bronce \| Yngling \| |                          |                   |         |
| Campeonato Mundial |                          |                   |         |
| Año | Lugar                    | Medalla           | Clase   |
| 2006 | La Rochelle (Francia)    | Medalla de plata  | Yngling |
| 2008 | Miami (Estados Unidos)   | Medalla de bronce | Yngling |
| Campeonato Europeo |                          |                   |         |
| Año | Lugar                    | Medalla           | Clase   |
| 2006 | Medemblik (Países Bajos) | Medalla de bronce | Yngling |